# Веден
Веден (фр. Vedène) — коммуна во французском департаменте Воклюз региона Прованс — Альпы — Лазурный Берег. Относится к кантону Бедаррид.

## Географическое положение

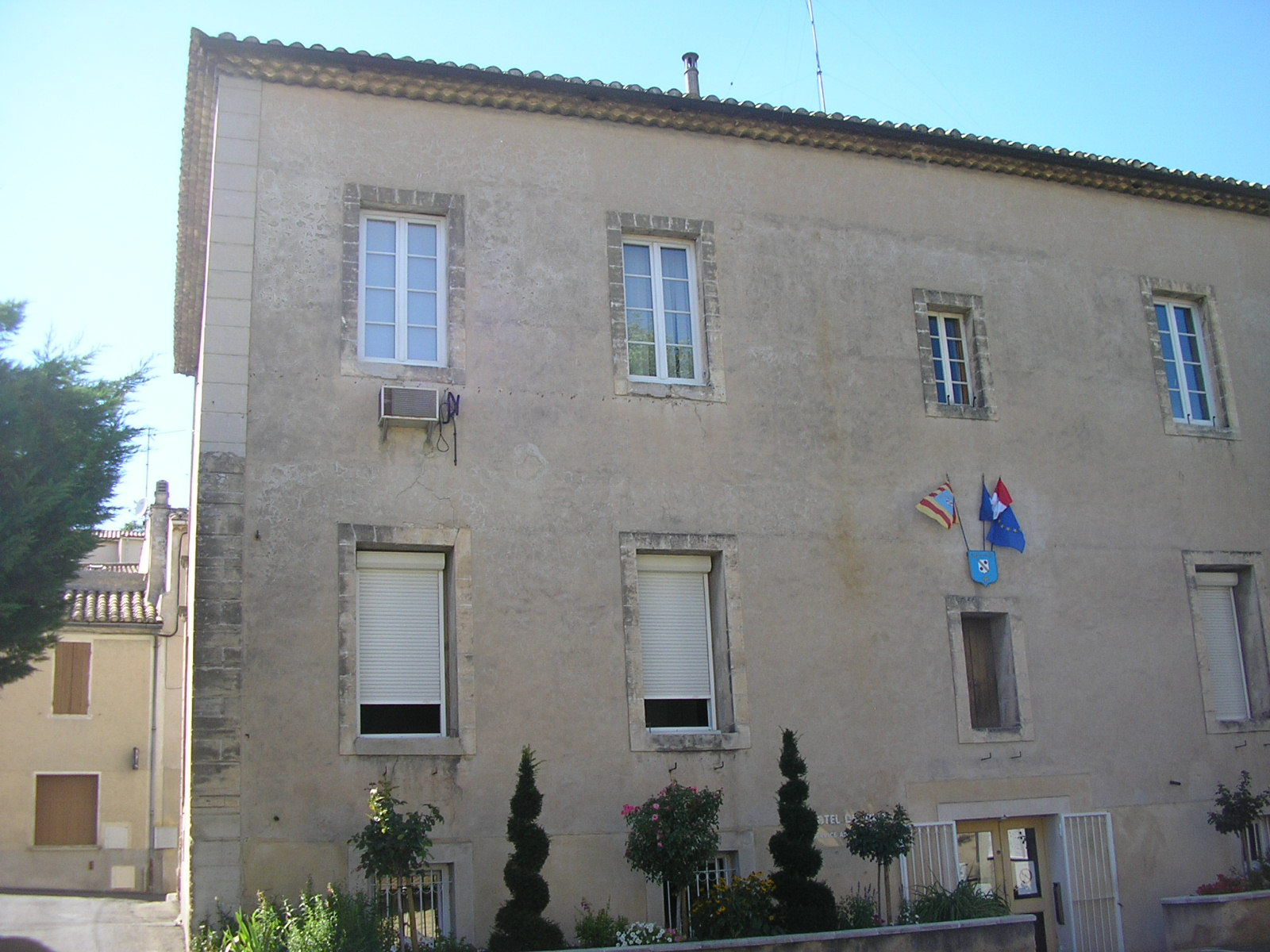
Мэрия.

Веден расположен в 8 км к северо-востоку от Авиньона. Соседние коммуны: Антрег-сюр-ла-Сорг на северо-востоке, Сен-Сатюрнен-лез-Авиньон на юго-востоке, Авиньон на юго-западе, Сорг на северо-западе.

## Демография
Население коммуны на 2010 год составляло 10 580 человек.
| 1962 | 1968 | 1975 | 1982 | 1990 | 1999 | 2010   |
| ---- | ---- | ---- | ---- | ---- | ---- | ------ |
| 2425 | 3329 | 4388 | 5588 | 6675 | 8669 | 10 580 |

## Достопримечательности
- Замок Веден.
- Часовая башня, памятник истории.
- Завод Бопора, бывшее красильное производство краппа; памятник истории.
- Церковь Сен-Томас.
- Часовня Сент-Анн.